# Giovanni Del Curto
Giovanni Del Curto (Piuro, 14 febbraio 1890 – 25 febbraio 1970) è stato un politico italiano.
È stato deputato all'Assemblea Costituente.

## Biografia
Laureato in Medicina e Chirurgia e in Giurisprudenza. Alle elezioni del 2 giugno 1946 viene eletto all'Assemblea Costituente con la Democrazia Cristiana; in essa è membro della prima Commissione per l'esame dei disegni di legge.
Muore il 25 febbraio 1970, alcuni giorni dopo aver compiuto 80 anni. 
In sua memoria il suo comune natale, Piuro, ha intitolato una strada; nel comune di Mariano Comense è stato dato il suo nome a una scuola elementare.